# Traqués
Pour les articles homonymes, voir Traqué.
Pour le film de Phil Rosen sorti en 1934, voir Traqués (film, 1934).
Pour plus de détails, voir Fiche technique et Distribution.
Traqués (titre original : Tenderness) est un film dramatique américain de John Polson, sorti en 2009, avec Russell Crowe, Sophie Traub et Laura Dern.

## Synopsis
Eric Poole, jeune homme incarcéré pour le meurtre d’une fille étant adolescent, est remis en liberté à sa majorité. Le détective Cristofuoro est persuadé qu’Eric est en fait un tueur en série qui récidivera dès qu’il en aura l’occasion. À peine sorti de prison, Eric décide de partir en voiture pour Albany. Durant son voyage il va croiser le chemin d’une adolescente en fuite, nommée Lori. Attirée par Eric, Lori décide de rester avec lui. Quant à Cristofuoro, obsédé par le jeune homme, il va se lancer à sa poursuite avant que le sort de Lori ne soit scellé…

## Fiche technique
- Titre original : Tenderness
- Réalisation : John Polson
- Scénario : Emil Stern
- Direction artistique : Peter Rogness
- Costumes : Eric Daman
- Effets spéciaux : Steven Kirshoff
- Photographie : Tom Stern
- Montage : Lisa Zeno Churgin et Andrew Marcus
- Son : Benjamin Cheah
- Musique : Jonathan Goldsmith
- Production : John Penotti, Howard Meltzer, Charles Randolph
- Budget :
- Pays d'origine : États-Unis
- Durée : 101 minutes
- Dates de sortie : 
  - États-Unis : 11 décembre 2009
  - Israël : 15 janvier 2009
  - Belgique : 26 août 2009
- Classification :
  - États-Unis : R, les enfants de moins de 17 ans doivent être accompagnés d'un adulte

## Distribution

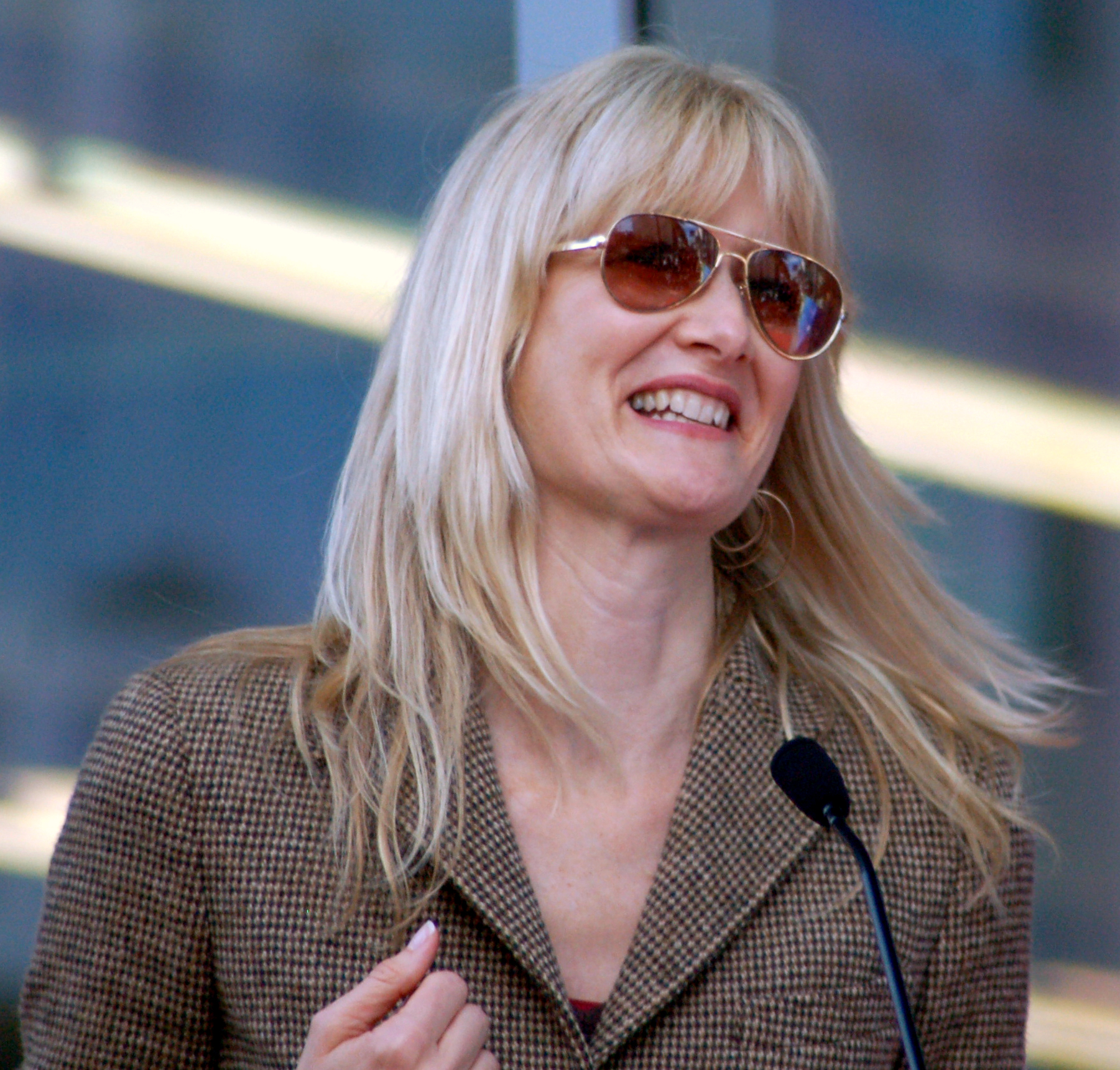
L'actrice Laura Dern en décembre 2009.

- Russell Crowe (V. F. : Marc Alfos ; V. Q. : Pierre Auger) : le lieutenant Cristofuoro
- Jon Foster (V. F. : Tanguy Goasdoué ; V. Q. : Sébastien Reding) : Eric Poole
- Sophie Traub (V. F. : Joséphine Ropion ; V. Q. : Ariane-Li Simard-Côté) : Lori
- Laura Dern (V. F. : Martine Irzenski ; V. Q. : Anne Bédard) : Teresa, la tante d'Eric
- Alexis Dziena (V. F. : Karine Foviau ; V. Q. : Stéfanie Dolan) : Maria
- Arija Bareikis (V. F. : Emmanuelle Bondeville ; V. Q. : Catherine Proulx-Lemay) : Marsha, la mère de Lori
- Michael Kelly (V. F. : Guillaume Lebon ; V. Q. : Antoine Durand) : Gary, le petit ami de Marsha
- Tim Hopper : Dan Komenko
- C. S. Lee : Highway Patrolman

Source et légende : Version française (V. F.) sur RS Doublage et selon le carton du doublage français sur le DVD zone 2 / Version québécoise (V. Q.) sur Doublage Québec

## Réception

### Box-office
Sorti directement en DVD notamment aux États-Unis et en France et sorti en salles dans quelques pays, Traqués a rapporté un total de 311,101 $ de recettes au box-office mondial.